# 야마토정
야마토정(일본어: 山都町)은 일본 구마모토현 동부에 있는 가미마시키군의 정이다.

## 지리
아소의 외륜산에서 규슈 산지까지 변화가 풍부한 자연을 가지고 미야자키현과 접하고 있다.

### 인접한 자치체
- 구마모토현
  - 야쓰시로시
  - 가미마시키군 미후네정
  - 시모마시키군 미사토정
  - 아소군 미나미아소촌, 니시하라촌, 다카모리정

- 미야자키현
  - 니시우스키군 고카세정
  - 히가시우스키군 시바촌

## 역사
- 2005년 2월 11일 - 가미마시키군 야베정·세이와촌, 아소군 소요정이 대등 합병해 야마토정이 탄생하였다.

## 교통

### 도로
- 국도 218호선
- 국도 265호선
- 국도 325호선
- 국도 445호선